# Alice's Circus Daze
Alice's Circus Daze é um curta-metragem de animação estadunidense de 1927, lançado como parte da série Alice Comedies.